# アーク炉

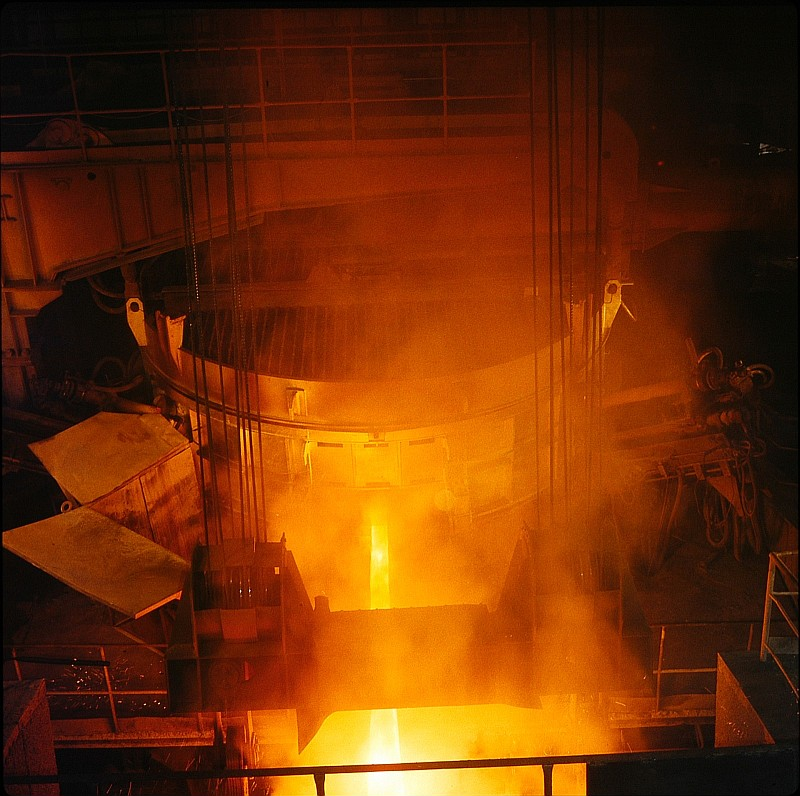
アーク炉

アーク炉（英: electric arc furnace）は炉の一種。弧光炉、電弧炉ともいう。

## 概要
電気炉の一種。アーク放電時には電流が両極間の気体中を高密度で流れ、同時に強い熱（アーク熱）と光が放出されるがアーク炉の場合はその熱を利用して炉内の加熱を行う。空中窒素の固定時や銅アルミニウム合金の溶解、電気製鋼など多岐にわたって用いられる。